# Мурад Себастаци
Мурад Себастаци (з.-арм. Սեբաստացի Մուրատ, Мурад Хримян, иначе Акопян; 1874 — 4 августа 1918) — деятель армянского национально-освободительного движения, фидаи.

## Биография
Родился в деревне Ковтун, под Сивасом, откуда и прозвище (в отличие от другого известного фидаи, Мецн Мурада), в бедной крестьянской семье. В детстве пас скот. В 16 лет уцелел в стычке с турецкой бандой (убив одного из грабителей), после чего бежал в Константинополь, где работал грузчиком и одновременно обучался грамоте в воскресной школе.
Вступил в партию Гнчак (впоследствии примкнул к партии Дашнакцутюн). Принимал участие в армянских демонстрациях начала 1890-х годов, затем ушёл в фидаи.
В 1903 г. прибыл в Сасун, в составе группы Торгома «Мррик». Играл видную роль во время Сасунского восстания 1904 года, будучи одним из руководителей обороны. После падения Гелиэгузана (22 апреля 1904 г.), Мурад ушёл из Сасуна, прорвав турецкое кольцо и добравшись до Вана.
Во время армяно-татарской резни 1905—1906 годов в Российском Закавказье, Мурад был назначен руководителем обороны Зангезура и, собрав отряд из 50 всадников, спас от резни армян Капана. Пользовался большой популярностью среди армянских крестьян, имея репутацию народного защитника.
После младотурецкой революции 1908 года действовал в районе Вана и в Сивасе. В частности, принял участие в организации сети школ, благотворительных и женских обществ, ввёл в армянских школах совместное обучение, физкультуру и театральное искусство.
В начале депортации армян в 1915 году Мурад Себастаци находился в Сивасе. Местный вали подписал ордер на его арест. Мурад укрылся в горах с группой армян и начал партизанскую войну против турок. Осенью 1915 г. отряд Себастаци двинулся к Чёрному морю и соединился с группой греческих партизан. На отбитой у турок лодке Мурад Себастаци, с частью своих людей, перебрался из Самсуна, в русский порт Батум (в начале Первой мировой войны Россия объявила амнистию для дашнаков). Оттуда Мурад направился в Тифлис, где вступил в 1-й Армянский добровольческий отряд в составе Русской армии. Принимал участие в боях на Кавказском фронте. В тифлисской прессе он напечатал статью о своих боевых делах и о трагедии армян Сиваса. На данные Себастаци ссылался лорд Брайс в своей книге "The Treatment of Armenians in the Ottoman Empire". 
В 1916 году Мурад Себастаци участвовал в битве за Эрзинджан, а затем возглавлял армянскую администрацию в занятом русскими Эрзинджане вместе с другим известным лидером фидаев, Сепухом, основал фонд для оказания помощи армянским беженцам и сиротам. После развала Кавказского фронта в 1918 году, руководил обороной Эрзинджана и организовал эвакуацию местного армянского населения. 4 августа 1918 года был убит при обороне Баку.